# Astrabe fasciata
Astrabe fasciata is een  straalvinnige vissensoort uit de familie van grondels (Gobiidae). De wetenschappelijke naam van de soort is voor het eerst geldig gepubliceerd in 1988 door Akihito & Meguro.
De soort staat op de Rode Lijst van de IUCN als Onzeker, beoordelingsjaar 2009.